# St. Peter am Wimberg
St. Peter am Wimberg (auch Sankt Peter am Wimberg) ist eine Marktgemeinde in Oberösterreich im Bezirk Rohrbach im oberen Mühlviertel mit 1749 Einwohnern (Stand 1. Jänner 2024). Die Gemeinde liegt im Gerichtsbezirk Rohrbach.

## Geografie
Sankt Peter am Wimberg liegt auf einer Höhe von 668 m ü. A. im oberen Mühlviertel am Petersberg, einem Teil des namengebenden Höhenzuges Wimberg. Die Ausdehnung beträgt von Nord nach Süd 6 und  von West nach Ost 7,7 Kilometer.
Die Gesamtfläche umfasst 23,35 Quadratkilometer. Davon sind 32 Prozent bewaldet, 61 Prozent werden landwirtschaftlich genutzt.

### Gemeindegliederung
Das Gemeindegebiet umfasst folgende Ortschaften (in Klammern Einwohnerzahl Stand 1. Jänner 2024):
- Dorf (178)
- Eckerstorf (80)
- Engersdorf (12)
- Habring (45)
- Kasten (239)
- Pressleithen (3)
- Sankt Peter am Wimberg (955)
- Simaden (45)
- Strass (152)
- Unterriedl (3)
- Uttendorf (37)

### Nachbargemeinden
Nachbargemeinden sind Helfenberg im Nordosten, St. Johann am Wimberg im Osten, St. Ulrich im Mühlkreis im Süden, Neufelden im Südwesten, Auberg im Westen, Haslach an der Mühl im Nordwesten und St. Stefan-Afiesl im Norden.
| Haslach an der Mühl | St. Stefan-Afiesl                           | Helfenberg            |
| Auberg              | Kompassrose, die auf Nachbargemeinden zeigt | St. Johann am Wimberg |
| Neufelden           | St. Ulrich im Mühlkreis                     |                       |

## Geschichte

### Ortsgeschichte
Ursprünglich unter der Lehnshoheit der Passauer Bischöfe wurde der Ort wohl im 11. Jahrhundert gegründet. 1108/1109 ist er Teil einer Schenkung des Eppo von Windberg an das Stift St. Florian. 1208 legt die Nennung als oppidum forense bereits das Marktrecht nahe; gesichert ist es ab Ende des 16. Jahrhunderts als Aigen des Stifts St. Florian. Da aber in St. Peter 1595 nach der Vertreibung des katholischen Pfarrers der Bauernkrieg begann, ging dieses Marktrecht später wieder verloren; erst 2000 erfolgte erneut die Erhebung zum Markt.
1682 und 1884 verwüsten Brände den Ort. Während der Napoleonischen Kriege wird er mehrfach u. a. von Bayern besetzt. Seit 1814 gehört der Ort endgültig zu Oberösterreich.
Ende des 19. Jahrhunderts besichtigten der Pfarrer von St. Peter, Wilhelm Pailler, und der Höhlenforscher Lambert Karner eine Höhle mit Kammern und senkrechten Gängen 3 km nordwestlich von St. Peter, konnten aber keine weiteren Forschungen unternehmen, da die Höhle bis zur Höhe der Tastnischen mit Wasser gefüllt war.
Nach dem Anschluss Österreichs an das Deutsche Reich am 13. März 1938 gehörte der Ort zum Gau Oberdonau. Nach 1945 erfolgte die Wiederherstellung Oberösterreichs.
Ursprünglich war die Gemeinde ab 1850 Teil des Gerichtsbezirks Neufelden, nach dessen Auflösung wurde sie jedoch per 1. Jänner 2003 dem Gerichtsbezirk Rohrbach zugeschlagen.

### Einwohnerentwicklung
1981 hatte die Gemeinde laut Volkszählung 1.583 Einwohner. Trotz negativer Wanderungsbilanz (−84 und −3) nahm die Einwohnerzahl bis 1991 auf 1.607 und bis 2001 auf 1.763 Personen zu, da die Geburtenbilanz stark positiv war (+108 und +159). Von 2001 bis 2011 war die Abwanderung stärker, sodass die Bevölkerungszahl auf 1.743 zurückging.

## Kultur und Sehenswürdigkeiten

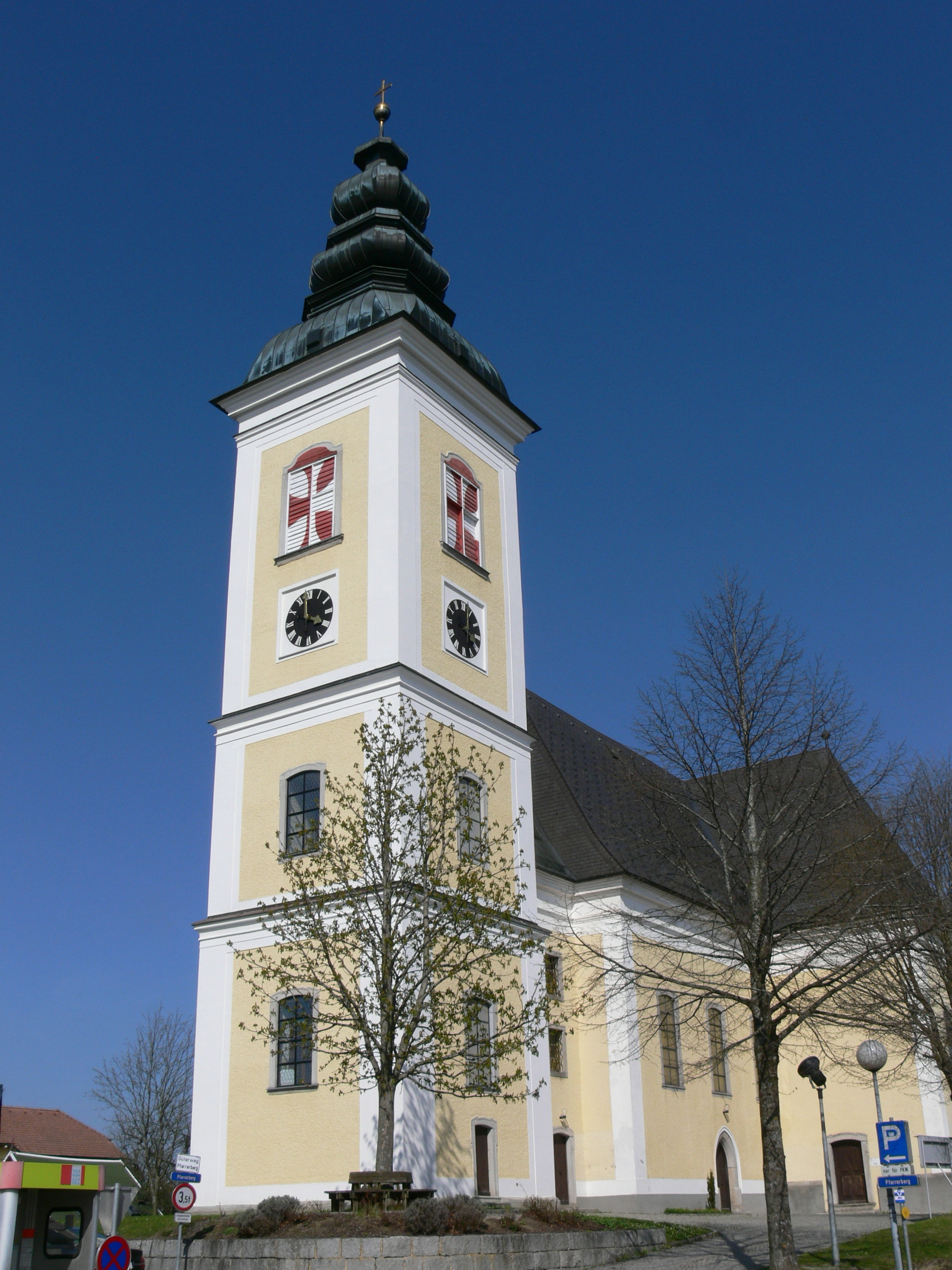
Pfarrkirche St. Peter am Wimberg

- Katholische Pfarrkirche St. Peter am Wimberg
- Pfarrhof von Jacob Prandtauer aus dem Jahr 1733
- Schulmuseum

## Wirtschaft und Infrastruktur

### Wirtschaftssektoren
Von den 112 landwirtschaftlichen Betrieben des Jahres 2010 wurden 44 im Haupt-, 63 im Nebenerwerb, 4 von Personengemeinschaften und 1 von einer juristischen Person geführt. Die Haupterwerbsbauern bewirtschafteten 70 Prozent der Flächen. Im Produktionssektor arbeiteten 154 Erwerbstätige im Bereich Herstellung von Waren und 39 im Baugewerbe. Die wichtigsten Arbeitgeber im Dienstleistungssektor waren die Bereiche soziale und öffentliche Dienste (69) und der Handel (43 Mitarbeiter).
| Wirtschaftssektor            | Anzahl Betriebe | Anzahl Betriebe | Erwerbstätige | Erwerbstätige |
| Wirtschaftssektor            | 2011            | 2001            | 2011          | 2001          |
| ---------------------------- | --------------- | --------------- | ------------- | ------------- |
| Land- und Forstwirtschaft 1) | 112             | 144             | 87            | 62            |
| Produktion                   | 16              | 12              | 193           | 150           |
| Dienstleistung               | 51              | 34              | 163           | 145           |

1) Betriebe mit Fläche in den Jahren 2010 und 1999

### Arbeitsmarkt, Pendeln
Im Jahr 2011 lebten 968 Erwerbstätige in St. Peter am Wimberg. Davon arbeiteten 266 in der Gemeinde, mehr als siebzig Prozent pendelten aus.

## Politik

### Gemeinderat
Der Gemeinderat besteht aus 19 Mandataren.
| Partei | 2021             | 2021             | 2015    | 2015    | 2009  | 2009    | 2003  | 2003    | 1997  | 1997    |
| Partei | Prozent          | Mandate          | Prozent | Mandate | %     | Mandate | %     | Mandate | %     | Mandate |
| ------ | ---------------- | ---------------- | ------- | ------- | ----- | ------- | ----- | ------- | ----- | ------- |
| ÖVP    | 66,78            | 13               | 64,24   | 13      | 72,79 | 14      | 65,56 | 13      | 77,98 | 16      |
| SPÖ    | 33,22            | 6                | 26,59   | 5       | 20,61 | 4       | 29,99 | 6       | 12,91 | 2       |
| FPÖ    | nicht kandidiert | nicht kandidiert | 9,18    | 1       | 6,60  | 1       | 4,45  | 0       | 9,11  | 1       |

### Bürgermeister
Bürgermeister seit 1850 waren:
- 1850–1874 Georg Arnolder
- 1874–1879 Johann Kepplinger
- 1879–1885 Georg Hötzmannseder
- 1885–1890 Johann Neubauer
- 1890–1900 Mathias Eckersdorfer
- 1900–1901 Simon Hartl
- 1901–1903 Stefan Neubauer
- 1903–1909 Johann Mittermayr
- 1909–1913 Josef Wakolbinger
- 1913–1919 Josef Riepl
- 1919–1929 Georg Hofer
- 1929–1932 Franz Hartl
- 1932–1937 Ignaz Stöttner
- 1937–1938 Matthias Kepplinger
- 1938–1945 Karl Lugmayr
- 1945–1954 Josef Ganser
- 1954–1967 Josef Kepplinger
- 1967–1988 Johann Kneidinger
- 1988–2002 Ludwig Kepplinger
- seit 2002 Engelbert Pichler

### Wappen
Offizielle Beschreibung des 1972 verliehenen Gemeindewappens: Über grünem Dreiberg in Gold zwei rote, schräggekreuzte Schlüssel mit abgewendeten Bärten und Griffen in Dreipassform. Die Gemeindefarben sind Rot-Gelb-Grün.
Die gekreuzten Schlüssel symbolisieren als Zeichen des hl. Petrus das Patrozinium der Pfarrkirche, das der Gemeinde den Namen gab. Der Dreiberg charakterisiert die Lage der Gemeinde am Wimberg.

## Persönlichkeiten

### Söhne und Töchter der Gemeinde
- Josef Kepplinger (1849–1898), Bildhauer und Altarbauer
- Rupert Vierlinger (1932–2019), Pädagoge und Hochschullehrer

## Sonstiges
Der Ort war Hauptdrehort des 6-teiligen Fernsehdramas Die Alpensaga.